# Sandra Ringwald

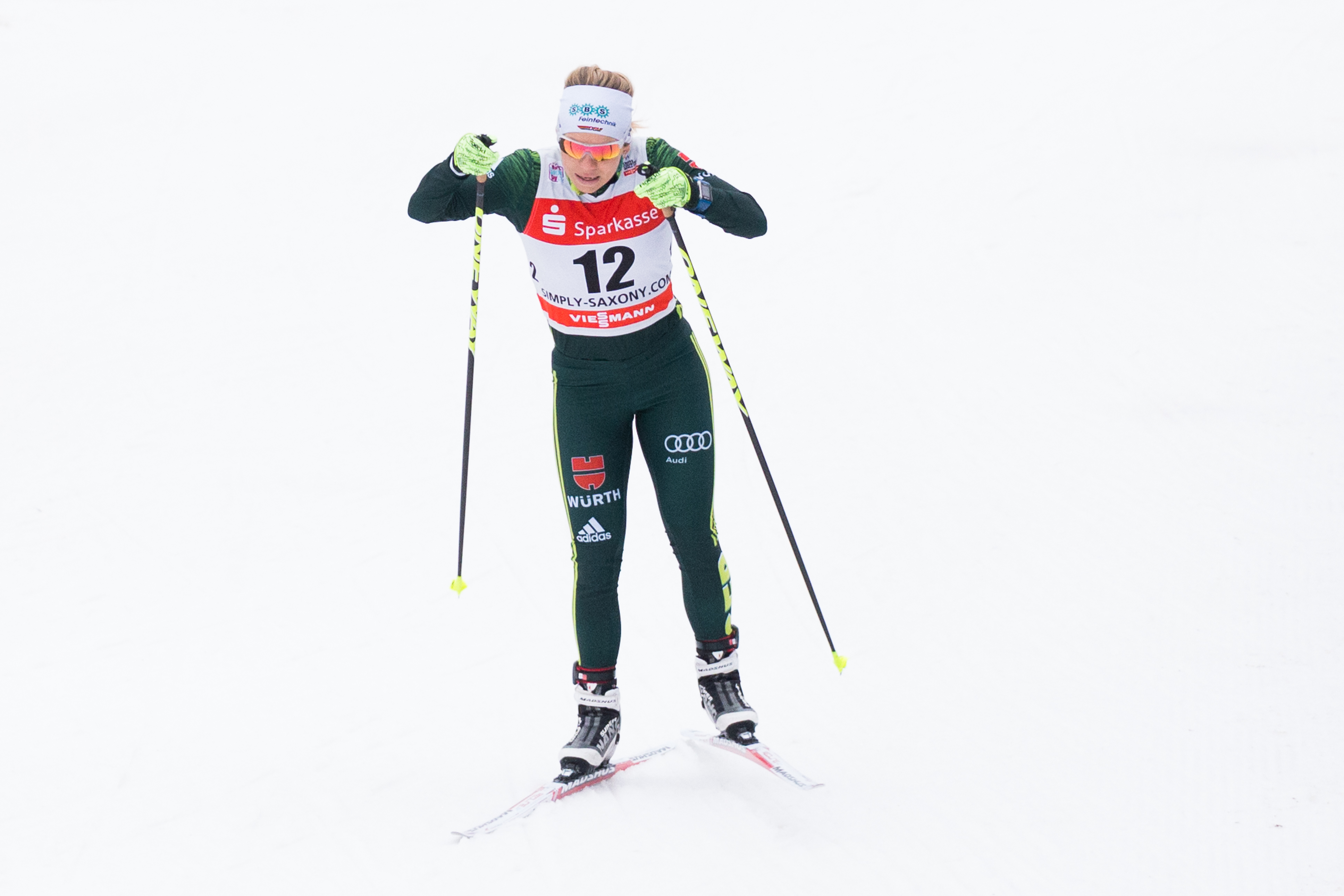
Sandra Ringwald tijdens een wereldbekerwedstrijd in Dresden (2018).

Sandra Ringwald (27 september 1990) is een Duitse langlaufster. Ze vertegenwoordigde haar vaderland op de Olympische Winterspelen 2018 in Pyeongchang.

## Carrière
Ringwald maakte haar wereldbekerdebuut in december 2010 in Düsseldorf. Op oudjaarsdag 2011 scoorde de Duitse in Oberstdorf haar eerste wereldbekerpunten. Tijdens de wereldkampioenschappen langlaufen 2013 in Val di Fiemme eindigde ze als 38e op de sprint en als 51e op de 15 kilometer skiatlon.
Op de wereldkampioenschappen langlaufen 2015 in Falun eindigde Ringwald als dertiende op de sprint en als 33e op de 15 kilometer skiatlon. In januari 2016 behaalde de Duitse in Oberstdorf haar eerste toptienklassering in een wereldbekerwedstrijd. In Lahti nam ze deel aan de wereldkampioenschappen langlaufen 2017. Op dit toernooi eindigde ze als veertiende op de sprint en als 21e op de 15 kilometer skiatlon. Op de estafette eindigde ze samen met Katharina Hennig, Stefanie Böhler en Nicole Fessel op de zesde plaats. Tijdens de Olympische Winterspelen van 2018 in Pyeongchang eindigde Ringwald als vijftiende op de sprint en als 26e op de 10 kilometer vrije stijl. Samen met Stefanie Böhler, Katharina Hennig en Victoria Carl eindigde ze als zesde op de estafette, op de teamsprint eindigde ze samen met Nicole Fessel op de tiende plaats.
In februari 2019 stond de Duitse in Cogne voor de eerste maal in haar carrière op het podium van een wereldbekerwedstrijd. Op de wereldkampioenschappen langlaufen 2019 in Seefeld eindigde ze als twaalfde op de sprint en als 27e op de 10 kilometer klassieke stijl. Samen met Victoria Carl, Katharina Hennig en Laura Gimmler eindigde ze als vierde op de estafette, op de teamsprint eindigde ze samen met Victoria Carl op de zesde plaats.

## Resultaten

### Olympische Spelen
| Jaar | Plaats      | Resultaten                                                                                        |
| ---- | ----------- | ------------------------------------------------------------------------------------------------- |
| 2018 | Pyeongchang | 15e Sprint (vrije stijl) 26e 10 km (vrije stijl) 10e Teamsprint (vrije stijl) 6e 4×5 km estafette |

### Wereldkampioenschappen
| Jaar | Plaats        | Resultaten                                                                                             |
| ---- | ------------- | --- |
| 2013 | Val di Fiemme | 38e Sprint (klassieke stijl) 51e 15 km skiatlon                                                        |
| 2015 | Falun         | 13e Sprint (klassieke stijl) 33e 15 km skiatlon                                                        |
| 2017 | Lahti         | 14e Sprint (vrije stijl) 21e 15 km skiatlon 6e 4×5 km estafette                                        |
| 2019 | Seefeld       | 12e Sprint (vrije stijl) 27e 10 km klassieke stijl 6e Teamsprint (klassieke stijl) 4e 4×5 km estafette |

### Wereldbeker
Eindklasseringen
| Seizoen   | Algm | DI  | SP  | TdS |
| --------- | ---- | --- | --- | --- |
| 2010/2011 | –    | –   | –   | DNF |
| 2011/2012 | 104e | –   | 74e | DNF |
| 2012/2013 | 71e  | 73e | 47e | DNF |
| 2013/2014 | 48e  | 80e | 20e | DNF |
| 2014/2015 | 59e  | 85e | 27e | DNF |
| 2015/2016 | 17e  | 22e | 10e | 20e |
| 2016/2017 | 23e  | 31e | 13e | DNF |
| 2017/2018 | 23e  | 35e | 10e | DNF |
| 2018/2019 | 20e  | 34e | 11e | DNF |